# Zapuže pri Ribnici
Zapuže pri Ribnici este o localitate din comuna Ribnica, Slovenia, cu o populație de 18 locuitori.